# Кајлин живот
Кајлин живот је амерички ријалити-шоу у ком углавну улогу игра Кајли Џенер. Серија се састоји од осам епизода, са почетком емитовања 6. августа 2017. на кабловском каналу Е!. Серија је почела са снимањем 10. априла 2017. 11. маја 2017. године, канал Е! је избацио прву прекламу за ријалити.

## Историја
Серија прати живот модног предузетника и ријалити личности Кајли Џенер, која живи живот као позната личност и као нормална особа, такође приказује њено пријатељство са Џордин Вудс. У интервјуу у ком је причала о свом ријалитију, Кајли је изјавила "Послесњих неколико година било је дивна авантура са мојим фановима," такође додајући "Овај ријалити ће ми дозволити да покажем фановима мали део мог живота и стварима на којима тренутно радим, али и моје слободно време које проводим са својим пријатељима."